# Mucuna killipiana
Mucuna killipiana är en ärtväxtart som beskrevs av Hern.Cam. och C.Barbosa. Mucuna killipiana ingår i släktet Mucuna och familjen ärtväxter. Inga underarter finns listade i Catalogue of Life.